# Piccole donne (film 1949)
Piccole donne (Little Women) è un film del 1949 diretto da Mervyn LeRoy e tratto dall'omonimo romanzo di Louisa May Alcott che ha come protagoniste June Allyson nel ruolo di Jo, Janet Leigh in quello di Meg, Elizabeth Taylor in quello di Amy, Margareth O' Brien in quello di Beth e Peter Lawford nel ruolo di Laurie. Più che altro, questa versione è un remake del film del 1933 in quanto presenta, con qualche minima variazione, molte analogie con la precedente versione.

## Trama

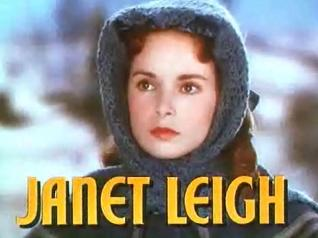
Janet Leigh nei panni di Meg March

Nel New England vive la famiglia March, composta da quattro sorelle con i loro genitori. Scoppia la guerra di secessione e il padre parte per il fronte. Le ragazze vivono i piccoli accadimenti della loro cittadina colmando di affetto la loro mamma. Le quattro sorelle hanno un carattere molto diverso tra loro: Jo è un'indomita ribelle, vorrebbe essere al fronte per combattere accanto al padre e sogna di diventare una famosa scrittrice; Meg è una giovane donna pratica ma ragionevolmente romantica; Amy è la sofisticata delle sorelle, vezzosa ed egoista; Beth, la sorella minore, è dolce, timida e delicata di salute, con la passione per la musica e per il pianoforte.
Giunge un giorno nel paese un bel giovanotto che arriva dalla grande città: si tratta di Laurie, il nipote di un vecchio signore scorbutico, loro vicino di casa. Laurie inizia a corteggiare Jo, ma questa lo respinge. I due rimangono amici e, tempo dopo, Laurie si sposerà con Amy. Intanto la povera Beth si ammala, mentre il padre, ferito in guerra, ritorna a casa. La vita scorre e le sorelle crescono. Decisa a rincorrere il sogno di diventare una brava scrittrice, Jo parte per New York, dove conosce il professor Bhaer, a cui fa leggere i suoi racconti, prevalentemente di gusto gotico. Il professore ne riconosce il talento, ma le consiglia di provare altri generi letterari, scrivendo solo di ciò che conosce in prima persona. Tornata a casa dalla sua famiglia, Jo riprende la sua vecchia vita e assiste la sorella Beth, gravemente malata, fino ai suoi ultimi giorni. Dopo la morte di Beth, in occasione di una riunione di famiglia, presenti la sorella Meg sposata con John Brooke e già madre di due gemelli e la sorella Amy sposata con Laurie, Jo troverà fuori della porta di casa il professor Bhaer, giunto a portarle il suo libro, finalmente pubblicato. Jo riconosce i suoi sentimenti per lui e lo farà entrare in casa come nuovo membro della sua famiglia.

## Produzione
Il film fu prodotto dalla Metro-Goldwyn-Mayer (MGM) (presents A Mervyn LeRoy Production) e dalla Loew's (con il nome Loew's Incorporated). Per la parte di Jo March era stata annunciata alla fine del 1946 l'attrice Jennifer Jones, moglie del produttore David O. Selznick che iniziò a curare la preparazione del film e aveva già indicato Mervyn LeRoy come regista. Quando Selznick abbandonò il progetto, il regista rimase invariato e June Allyson impersonò Jo March. Il film segnò il debutto hollywoodiano dell'attore italiano Rossano Brazzi e l'addio al cinema dell'attore C. Aubrey Smith che morì dopo le riprese nel 1948. Per interpretare la frivola Amy, Elizabeth Taylor dovette apparire bionda.

## Distribuzione
Distribuito dalla Metro-Goldwyn-Mayer (MGM), il film uscì nelle sale cinematografiche statunitensi nell'aprile 1949 dopo una prima tenuta a New York il 10 marzo 1949 con il titolo originale Little Women.

## Riconoscimenti
- 1950 – Premio Oscar
  - Migliore scenografia (colore) a Cedric Gibbons, Paul Groesse, Edwin B. Willis e Jack D. Moore
  - Candidato per la migliore fotografia (colore) a Robert Planck e Charles Schoenbaum

## Altre versioni
- Piccole donne (Little Women), film diretto da George Cukor (1933)
- Piccole donne (Wakakusa monogatari yori wakakusa no yonshimai), serie TV d'animazione diretta da Kazuya Miyazaki (1981)
- Piccole donne (Little Women), film diretto da Gillian Armstrong (1994)
- Piccole donne (Little Women), film diretto da Greta Gerwig (2019)